# Бовисова скала
Бовис је термин који се користи у радиестезији за описивање наводне снаге или животне енергије. То је јединица за спиритуалну вибрацију у етеричном телу бића и објеката која се мери виском. Овај термин није научно прихваћен, већ има псеудонаучни карактер.

## Историја
Бовис потиче од презимена француског радиестезисте и иноватора Андреа Бовиса, који је разликовао најразноврснија земаљска и космича зрачења и при томе је користио различита помагала. Андре Бовис је успоставио скалу, а мерна јединица се зове Ангсрем.

## Мерење
Особа која врши мерење користи висак. Мерење се састоји у томе што се постави биометар и концентрише се на особу, место или објекат који се жели измерити. Затим се постави питање колико има енергије ова особа, место или објекат.

## Вредности
По становишту радиестезије, Бовис скала је у распону од 0 до бесконачно. Наводно је за људе 6500 почетак или нула. Оптимална животна енергија у бовисима је 8.000 - 10.000, испод 6500 бовиса упућује на неки поремећај или обољење. Земља наводно сама ствара енергију која је у распону 7.000 - 18.000 бовиса. Вода као носилац живота у рекама, океанима, језерима је испод 4.700 бовиса, док вода из чесме има 2.500 бовиса.